# Ronda Rousey
Ronda Jean Rousey (* 1. Februar 1987 in Riverside, Kalifornien) ist eine US-amerikanische Wrestlerin, Judoka, Schauspielerin und Mixed-Martial-Arts-Kämpferin, die bei der WWE bis zum Sommer 2023 unter Vertrag stand und die in deren Shows auftrat. Von 2012 bis 2016 stand sie bei der UFC unter Vertrag.
Rousey wurde als erste Frau von der Ultimate Fighting Championship (UFC) unter Vertrag genommen und war die erste Titelträgerin der Organisation. Ihre größten Erfolge waren der Erhalt der UFC Women’s Bantamweight Championship, Raw Women’s Championship sowie der zweifache SmackDown Women’s Championship.

## Biografie

### Judo und Olympische Spiele
Mit 17 Jahren qualifizierte sich Rousey für die Olympischen Spiele 2004 in Athen und war dort die jüngste Judoka. Ebenfalls 2004 gewann sie eine Goldmedaille bei den Judo-Juniorenweltmeisterschaften in Budapest und wurde Panamerikameisterin. Letztgenannten Titel verteidigte sie im Folgejahr.
Im April 2006 gewann sie Gold beim Birmingham World Cup in Großbritannien. Später im selben Jahr gewann sie die Bronzemedaille bei den Junioren-Weltmeisterschaften. Sie errang 2007 in der Mittelgewichts-Klasse die Silbermedaille bei den Weltmeisterschaften und die Goldmedaille bei den Panamerikanischen Spielen 2007.
Im August 2008 nahm Rousey an den Olympischen Spielen 2008 in Peking teil. Sie verlor im Viertelfinale gegen die niederländische Ex-Weltmeisterin Edith Bosch, qualifizierte sich aber für ein Match um die Bronzemedaille, in dem sie Annett Böhm aus Deutschland bezwang.

### Strikeforce (2011–2012)
Rousey hatte ihr MMA-Debüt als Amateurin am 6. August 2010. Sie besiegte Hayden Munoz durch Armhebel. Am 12. November 2010 gewann sie gegen Autumn Richardson durch Aufgabe (Armhebel). Am 7. Januar 2011 gewann sie gegen Taylor Stratford. Ihr Profidebüt hatte sie am 27. März 2011 gegen Ediane Gomes. Nach weiteren Erstrundensiegen gegen Charmaine Tweet, Sarah D’Alello und Julia Budd trat Rousey am 3. März 2012 im Strikeforce-Hauptkampf gegen Titelträgerin Miesha Tate an. Auch diesen Kampf konnte Rousey für sich entscheiden und Tate per Aufgabe (Armhebel) besiegen, wodurch sie den Strikeforce-Titel im Bantamgewicht der Frauen gewann. Diesen Titel verteidigte sie erfolgreich am 18. August 2012 gegen Sarah Kaufman. Auch hier gewann sie durch einen Armhebel in der ersten Runde.

### Ultimate Fighting Championship (2012–2016)
Seit Ende 2012 steht sie bei der UFC unter Vertrag. Sie wurde am 6. Dezember 2012 die erste Titelträgerin der Organisation und hielt ihren Bantamgewicht-Titel bis zur UFC 193 am 15. November 2015, bei der sie den Titel an Holly Holm durch K. o. in der zweiten Runde verlor. Sie verlor am 30. Dezember 2016 auch den nächsten Kampf gegen Amanda Nunes und hat seitdem keinen weiteren MMA-Fight mehr bestritten.
Alle ihre neun Aufgabe-Siege erzielte sie mit einem Armhebel („armbar“), der im Judo als Juji Gatame bezeichnet wird, und mit dem sie bereits in ihrer Judo-Karriere sehr erfolgreich war. Auch zum vorbereitenden Drehen des Partners auf den Rücken und zum Lösen vor dem Strecken des Arms des Partners benutzt sie dabei aus dem Judo bekannte Techniken. Um ihre Gegner zuvor in die Bodenlage zu zwingen, benutzt sie oft Wurftechniken wie Harai Goshi, Uchi Mata oder Ko Uchi Gari.

### World Wrestling Entertainment (2018–2023)
Zwischen 2014 und 2017 hatte Rousey einige sporadische Auftritte bei World Wrestling Entertainment, dem weltweiten Marktführer im Wrestling. Erstmals war sie beim SummerSlam 2014 zu sehen, als die sogenannten Four Horsewomen der UFC (Rousey, Jessamyn Duke, Marina Shafir und Shayna Baszler) in der ersten Reihe im Publikum standen. Nach der Veranstaltung gab Rousey auf der Webseite der WWE ein Interview. Ihren zweiten Auftritt hatte sie bei WrestleMania 31, wo sie sich ebenfalls mit den anderen drei UFC-Horsewomen im Publikum befand. Während der Veranstaltung nahm sie an der Seite von The Rock an einem Promo-Segment mit Triple H und Stephanie McMahon teil. Im Verlauf des Mae Young Classic saß Rousey wiederum mehrmals mit den zwei UFC-Horsewomen Duke und Shafir im Publikum, um ihre ehemalige Gefährtin Baszler zu unterstützen, die an dem Turnier teilnahm und im Anschluss einen WWE-Vertrag unterschrieb. Dabei kam es zu einer Konfrontation mit den WWE-Horsewomen (Bayley, Becky Lynch, Charlotte Flair und Sasha Banks), was Gerüchte auslöste, die beiden Gruppierungen würden bald ein Fehdeprogramm in der WWE starten.

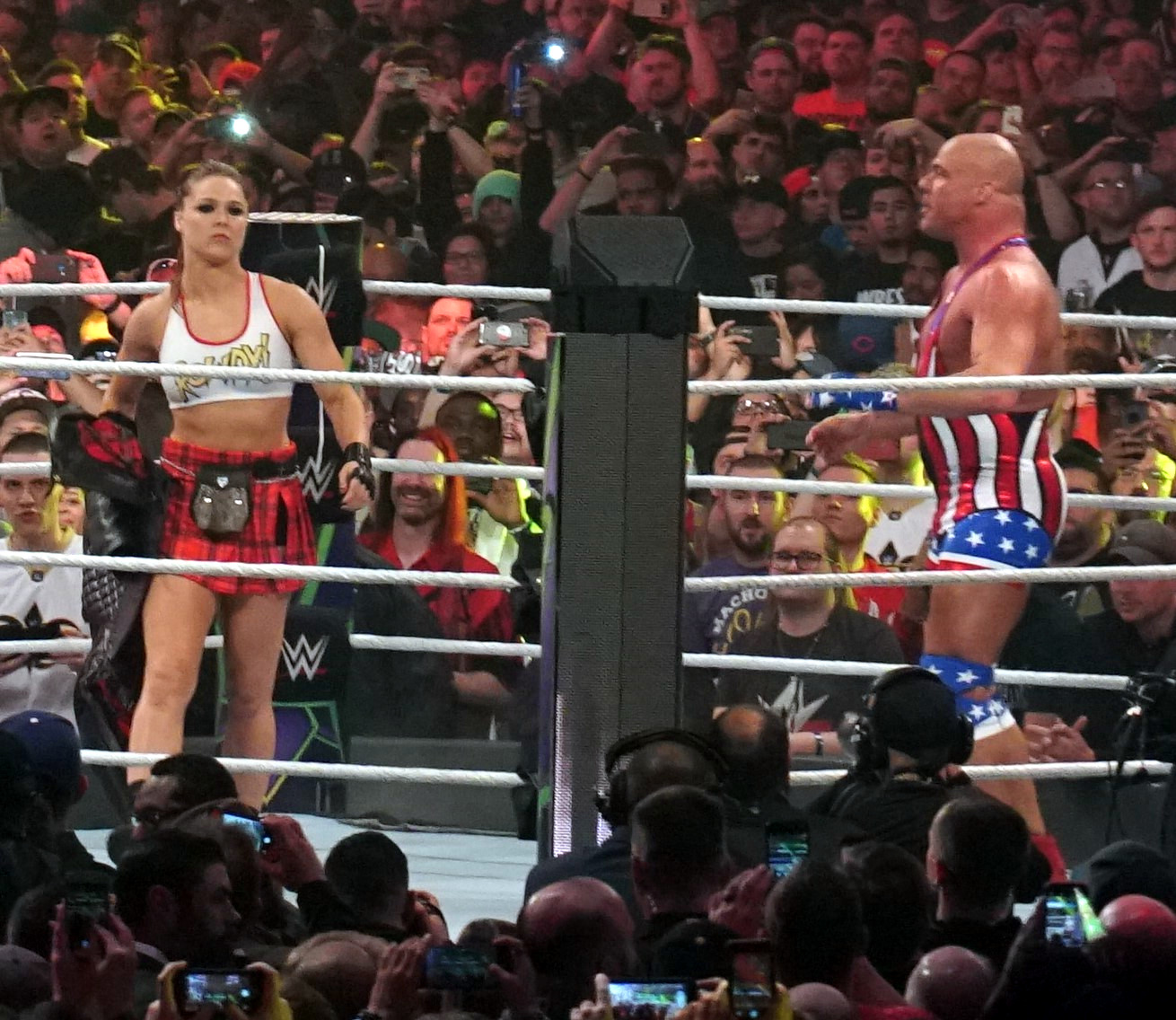
Rousey mit Kurt Angle bei WrestleMania 34 im Jahr 2018

Am 28. Januar 2018 hatte Rousey einen Überraschungsauftritt beim Royal Rumble, als sie nach dem Frauen-Royal Rumble-Match Asuka, die Siegerin des ersten Royal Rumble der Frauen, die WWE RAW Women’s Championesse Alexa Bliss und die WWE SmackDown Women’s Championesse Charlotte Flair konfrontierte. Während des Segments wurde bekanntgegeben, dass Rousey einen Vollzeitvertrag bei World Wrestling Entertainment unterschrieben habe.
Am 25. Februar 2018 hatte Rousey einen Auftritt bei Elimination Chamber, wo sie laut Storyline einen Raw-Vertrag unterschrieb, womit sie ein Teil des RAW-Rosters wurde.
Ihr Debüt gab Rousey bei Wrestlemania 34; an der Seite von Kurt Angle trat sie in einem Mixed Tag Team-Match gegen Triple H und Stephanie McMahon an. Ihr Auftritt hatte eine breite positive Resonanz; Dave Meltzer beschrieb ihn in seinem Wrestling Observer als eines der besseren Debüts, die er jemals gesehen hat.
Beim Summerslam am 19. August 2018 durfte sie Alexa Bliss besiegen und so die RAW Women’s Championship erhalten. Am 7. April 2019 bei Wrestlemania 35 verlor sie den Titel gegen Becky Lynch.
Am 29. Januar 2022 kehrte sie beim Royal Rumble 2022 in den WWE Ring zurück. Sie nahm mit der Startnummer 28 am Royal-Rumble Match der Frauen teil. Das Match gewann sie, indem sie zuletzt Charlotte Flair eliminierte. Sie forderte Flair bei WrestleMania 38 um die SmackDown Women’s Championship heraus, das Match konnte sie jedoch nicht gewinnen. Am 8. Mai 2022 gewann sie bei WrestleMania Backlash (2022) die SmackDown Women’s Championship in einem I Quit-Match von Charlotte Flair. Die Regentschaft hielt 55 Tage und verlor den Titel, schlussendlich am 2. Juli 2022 bei Money in the Bank 2022 an Liv Morgan, nachdem sie ihren Money in the Bank Contract einlöste. Am 8. Oktober 2022 gewann sie bei Extreme Rules (2022) erneut die SmackDown Women’s Championship, hierfür besiegte sie Liv Morgan in einem Extreme-Rules-Match. Am 29. Mai 2023 gewann sie zusammen mit Shayna Bazler die WWE Women’s Tag Team Championship. Hierfür besiegten sie Raquel Rodriguez & Shotzi, Bayley & Iyo Sky und Sonya Deville & Chelsea Green um die vakanten Titel zu gewinnen. Die Regentschaft hielt 33 Tage und verloren die Titel, schlussendlich am 1. Juli 2023 an Raquel Rodriguez und Liv Morgan. Noch im gleichen Sommer verließ sie die WWE aus Unzufriedenheit über den Umgang mit Frauen in der Vergangenheit und in der Gegenwart. Sporadisch will sie aber eventuell noch auftreten.

## Privates
Ronda Rousey ist seit 2017 mit dem US-amerikanischen Kampfsportler Travis Browne verheiratet. Sie haben zwei Töchter (* 2021, * 2025). Browne hat zudem zwei Söhne aus erster Ehe.

### Außerhalb des Sports
Rousey war auch als Schauspielerin und Autorin erfolgreich, sie erschien in den Filmen The Expendables 3, Furious 7 und Mile 22 und veröffentlichte ihre Autobiographie My Fight/Your Fight im Jahr 2015. 2019 erschien der Dokumentarfilm The Ronda Rousey Story: Through My Father’s Eyes, der ihre Anfänge und den Weg zum UFC-Champion beschreibt. Der Film endet mit dem Verlust des UFC-Titels.

## Filmografie (Auswahl)
- 2009: American Judoka
- 2014: The Expendables 3
- 2014: WWE SummerSlam
- 2015: Fast & Furious 7 (Furious 7)
- 2015: Entourage
- 2015: Open Slather (Fernsehserie, Folge 1x14)
- 2016: Drunk History (Fernsehserie, Folge 4x05)
- 2017: Blindspot (Fernsehserie, Folge 2x20 In Words, Drown I)
- 2018: WrestleMania 34 (Fernsehspezial)
- 2018: Mile 22
- 2018: WWE SummerSlam
- 2018: WWE NXT (Fernsehserie, Folge 12x34)
- 2018: WWE Tribute to the Troops (Fernsehserie, Folge 16x01)
- 2019: WWE Royal Rumble (Fernsehspezial)
- 2019: WrestleMania 35 (Fernsehspezial)
- 2019: Tables (Kurzfilm)
- 2019: A Toast to 15 Years (Kurzfilm)
- 2019: 9-1-1: Notruf L.A. (Fernsehserie, 5 Folgen)
- 2019: 3 Engel für Charlie (Charlie’s Angels)
- 2020: UHC: Ultimate Home Championship
- 2020: WWE Superstar Gaming Series (Fernsehserie, Folge 1x01)
- 2018–2022: WWE Raw (Fernsehserie, 52 Folgen)
- 2022: WrestleMania 38 (Fernsehspezial)
- 2019–2023: WWE SmackDown (Fernsehserie, 44 Folgen)

## Videospiele
- 2014: EA Sports UFC (Ronda Rousey Synchronisation)
- 2016: EA Sports UFC 2 (Ronda Rousey Synchronisation)
- 2018: WWE 2K19 (Ronda Rousey Synchronisation)
- 2019: Mortal Kombat 11 (Sonya Blade Synchronisation)
- 2019: WWE 2K20 (Ronda Rousey Synchronisation)
- 2020: EA Sports UFC 4 (Ronda Rousey Synchronisation)
- 2020: WWE 2K Battlegrounds (Ronda Rousey Synchronisation)
- 2023: WWE 2K23 (Ronda Rousey Synchronisation)

## Titel und Auszeichnungen

### Mixed-Martial-Arts
- Strikeforce
  - 1× Strikeforce Women’s Bantamweight Champion (zwei erfolgreiche Verteidigungen, letzte Titelträgerin)
  - 2011, 2012: 2× Female Submission of the Year

- Ultimate Fighting Championship
  - 1× UFC Women’s Bantamweight Champion (sechs erfolgreiche Verteidigungen, erste Titelträgerin)
  - 2018: Aufnahme in die Hall of Fame (erste Frau)

### Wrestling
- Pro Wrestling Illustrated
  - 2018: Platz 1 der Top 100 Wrestler im PWI Women's 100

- World Wrestling Entertainment
  - 1× WWE Raw Women’s Champion
  - 2× WWE SmackDown Women’s Champion
  - 1× WWE Women’s Tag Team Champion mit Shayna Baszler
  - 2022: Women’s Royal Rumble Sieger

## MMA-Kampfstatistik
| Ergebnis   | Bilanz fix | Gegner          | Methode                  | Veranstaltung                   | Datum         | Runde | Zeit | Ort                       | Notiz |
| ---------- | ---------- | --------------- | ------------------------ | ------------------------------- | ------------- | ----- | ---- | ------------------------- | --- |
| Sieg       | 1-0        | Ediane Gomes    | Aufgabe (Armbar)         | KOTC: Turning Point             | 27. März 2011 | 1     | 0:25 | Tarzana, USA              | Federgewicht |
| Sieg       | 2-0        | Charmaine Tweet | Aufgabe (Armbar)         | HKFC: School of Hard Knocks 12  | 17. Juni 2011 | 1     | 0:49 | Calgary, Kanada           | Catchweight 150lbs |
| Sieg       | 3-0        | Sarah D'Alelio  | Aufgabe (Armbar)         | Strikeforce: Challengers 18     | 12. Aug. 2011 | 1     | 0:25 | Las Vegas, USA            | Strikeforce-Debüt |
| Sieg       | 4-0        | Julia Budd      | Aufgabe (Armbar)         | Strikeforce: Challengers 20     | 18. Nov. 2011 | 1     | 0:39 | Las Vegas, USA            | |
| Sieg       | 5-0        | Miesha Tate     | Aufgabe (Armbar)         | Strikeforce: Tate vs. Rousey    | 3. März 2012  | 1     | 4:27 | Columbus, USA             | Titelkampf im Bantamgewicht, Bantamgewicht-Debüt                                                                                   |
| Sieg       | 6-0        | Sarah Kaufman   | Aufgabe (Armbar)         | Strikeforce: Rousey vs. Kaufman | 18. Aug. 2012 | 1     | 0:54 | San Diego, USA            | Titelkampf im Bantamgewicht |
| Sieg       | 7-0        | Liz Carmouche   | Aufgabe (Armbar)         | UFC 157: Rousey vs. Carmouche   | 23. Feb. 2013 | 1     | 4:49 | Anaheim, USA              | UFC Women’s Bantamweight Championship; als erster Frauenkampf der UFC. Rousey war zum Zeitpunkt des Kampfes bereits Titelträgerin. |
| Sieg       | 8-0        | Miesha Tate     | Aufgabe (Armbar)         | UFC 168: Rousey vs. Tate        | 28. Dez. 2013 | 3     | 0:58 | Las Vegas, USA            | UFC Women’s Bantamweight Championship, Titelverteidigung                                                                           |
| Sieg       | 9-0        | Sara McMann     | TKO (knee to the liver)  | UFC 170: Rousey vs. McMann      | 22. Feb. 2014 | 1     | 1:06 | Las Vegas, USA            | UFC Women’s Bantamweight Championship, Titelverteidigung                                                                           |
| Sieg       | 10-0       | Alexis Davis    | KO (punches)             | UFC 175: Weidman vs. Machida    | 5. Juli 2014  | 1     | 0:16 | Las Vegas, USA            | UFC Women’s Bantamweight Championship, Titelverteidigung                                                                           |
| Sieg       | 11-0       | Cat Zingano     | Aufgabe (Armbar)         | UFC 184: Rousey vs. Zingano     | 28. Feb. 2015 | 1     | 0:14 | Los Angeles, USA          | UFC Women’s Bantamweight Championship, Titelverteidigung                                                                           |
| Sieg       | 12-0       | Bethe Correia   | KO (punches)             | UFC 190: Rousey vs. Correia     | 1. Aug. 2015  | 1     | 0:34 | Rio de Janeiro, Brasilien | UFC Women’s Bantamweight Championship, Titelverteidigung                                                                           |
| Niederlage | 12-1       | Holly Holm      | KO (punch und high kick) | UFC 193: Rousey vs. Holm        | 15. Nov. 2015 | 2     | 0:59 | Melbourne, Australien     | verlor die UFC Women’s Bantamweight Championship                                                                                   |
| Niederlage | 12-2       | Amanda Nunes    | TKO (punches)            | UFC 207: Nunes vs. Rousey       | 30. Dez. 2016 | 1     | 0:48 | Las Vegas, Nevada         | UFC Women’s Bantamweight Championship                                                                                              |